# 橘家圓太郎

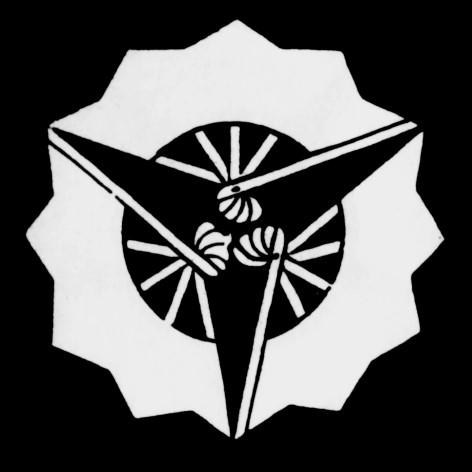
「高崎扇」

橘家 圓太郎（たちばなや えんたろう）は江戸・東京の落語の名跡。当代は八代目。初代のみ橘屋。
- 二代目橘家圓太郎 - 後∶五代目司馬龍生
- 三代目橘家圓太郎 - 最初は二代目桂文楽の門で金楽、後に三遊亭圓朝の門で三遊亭圓寿から三代目圓太郎になった。
- 橘家圓太郎 - 六代目と七代目の間に五代目圓生の門で確認されているが目立った活躍がなく二ツ目で終わっているためか代数として数えられていない。

## 初代
初代 橘屋 圓太郎（？ - 1871年11月27日（明治4年10月15日））は、落語家。本名は出淵 長蔵。

### 経歴
出淵氏は伊予国の河野氏の支族とされる。父の名は大五郎といい、加賀国大聖寺藩の江戸留守居役の長子に生まれたが庶子であったために、葛飾新宿村で農民となった。長蔵は、大五郎の義弟で出淵家の当主・十郎右衛門盛季に預けられ左官職を生業にしていたが、放縦な生活を好み、天保初年ころに芸人となった。
二代目三遊亭圓生に入門し音曲師の圓太郎となった。最初は芝居咄を演じ後に音曲咄に転じたが、晩年には初代三遊亭圓橘を名乗っているが確証はない。背中にらくだの刺青を入れていたことから「らくだ」とあだ名された。また文久時代からは狐山堂卓朗の門下で橘園新声（または橘菴三圓）を名乗り俳諧も嗜んだ。生来の放浪癖は遂に収まることがなかった。享年不明。
実子は落語家で弟弟子三遊亭圓朝。

## 4代目
四代目 橘家 圓太郎（1845年6月15日（弘化2年5月11日） - 1898年11月4日）は、落語家。本名は石井 菊松。

### 経歴
浅草駒形の生まれ。
圓朝の売れ出しのころの弟子で前座名は萬朝。二ツ目昇進し、三遊亭圓好を名乗る。真打昇進で四代目橘家圓太郎を襲名。
最初は音曲師であり人気がない存在だったが、初代三遊亭萬橘が「へらへら」という竹橋の鎮台（兵営）ラッパにヒントを得て中華そば屋のチャルメラの如きガタ馬車の御者が吹く真鍮のラッパを吹き、出囃子代わりに高座に上がるようになった。これが人気を博し珍芸ブームに乗って俗に「ラッパの圓太郎」と言われ、「へらへらの萬橘」こと初代三遊亭萬橘、「ステテコの圓遊」こと初代三遊亭圓遊、「釜掘りの談志」こと四代目立川談志の4人をして珍芸四天王と言われた。この圓太郎の芸から乗合馬車のことを「圓太郎」「圓太郎馬車」などと呼んだ。また、関東大震災直後の帝都交通の復旧手段として急遽登場した市営バスは急造であったため、ガタ馬車同然の車体であった。このため、この市営バスにもこの言葉が引き継がれ「圓太郎バス」などとも言われた。

### 弟子
- 橘家圓左衛門

## 5代目
五代目 橘家 圓太郎（1865年 - 1939年9月18日）本名∶斎藤 徳次郎。

### 経歴
東京の神田鍛冶町生まれ。風呂屋の子で17歳まで骨董屋に奉公に出たが新内、端唄の稽古に通う傍ら天狗連に出るようになる。
19歳の1883年頃に三遊亭圓雀に入門し三遊亭小雀から明治20年代に伯馬を名乗った。1892年頃に四代目三遊亭圓生門下に移り橘家圓三に改名。
1896年11月に四代目橘家小圓太となった。1899年春に京都に移り新京極の笑福亭という寄席に出向きそのまま京都で腰を据えた。
1902年2月に五代目橘家圓太郎襲名の話が持ち上がり急遽帰京した。襲名披露会は同年3月の上席神田川竹において催された。しかし翌年には再び京都に戻っている。
1904年9月には噺家の傍ら笑福亭の席亭（席主）を就任し経営に手腕を発揮し寄席の集客に力を入れた。
その後は講釈等の寄席を数席買収し成功を収めている。晩年は寄席の営業、噺家を休業し神戸で料亭を営み、「実業家圓太郎」と言われた。1916年10月に反対派が組織されたとき他派との対抗のために芸人の補強が必要だったためこの圓太郎も招集され噺家に舞い戻った。昭和に入りは京都で隠居生活を送った。音曲噺を得意とした。享年75。
立花家圓太郎の名義でSPレコードを多く残している。

### 弟子
- 五代目橘家小圓太
- 気取家延若

## 6代目
六代目 橘家 圓太郎（1861年10月 - ？）は、落語家。本名∶鈴木 定太郎。

### 経歴
東京の生まれ、神田の天狗連で万年家亀三郎と言った。
1888年3月に初代三遊亭遊三に入門し、三遊亭三玉を名乗る。1898年5月に小遊三、1914年1月に公園となる。1917年6月に六代目橘家圓太郎襲名。
「富山町」と言われた小遊三、公園時代に大いに売れ、音曲噺のSPレコードを残しているが圓太郎になって名前負けし人気が落ち、昭和に入ると番付には見られなくなっている。1929年10月の高座を最後に引退。没年不明。

### 芸歴
- 1888年3月 - 初代三遊亭遊三に入門、「三玉」を名乗る。
- 1898年5月 - 「小遊三」と改名。
- 1914年1月 - 「公園」と改名。
- 1917年6月 - 「六代目橘家圓太郎」襲名。

### 人物
実の弟も同じ初代三遊亭遊三門下で三玉を名乗っていた。

## 7代目
七代目 橘家 圓太郎（1901年11月20日 - 1977年8月15日）は、落語家。本名∶有馬 寅之助。生前は落語協会所属。出囃子は『土佐節』。俗に「八王子の圓太郎」。

### 経歴
深川区の区役所職員、代用職員、証券会社社員などの職業を経て1925年、初代橘ノ圓に入門、橘ノ百圓と名乗る。1935年に師匠圓夫婦が京都で死去したため巡業中の五代目蝶花楼馬楽の内輪弟子になる。
その後正岡容の尽力で1943年4月に七代目橘家圓太郎を襲名。その後八代目桂文楽一門にいたが修行が厳しく耐え切れず再び正蔵（馬楽改メ）一門に戻っている。
1977年8月15日に死去。享年75。

### 芸歴
- 1925年 - 初代橘ノ圓に入門、「百圓」を名乗る。
- 1935年 - 師匠圓が死去、五代目蝶花楼馬楽門下に移籍。
- 1943年4月 - 「七代目橘家圓太郎」襲名。
- 八代目桂文楽門下に移籍。
- 馬楽改メ正蔵一門に戻る。

### 人物
正岡らの影響で自作の新作も多く「センターフライ」「福柳」「選挙」などがある。他は、音曲なども得意とした、興が乗ると大ネタ｢紙屑屋｣を披露している。
戦前から長らく八王子に住んでいたので仲間から落語の『山号寺号』をもじって「圓太郎さん八王子」と呼ばれた。
八代目圓太郎は彦六の曾孫弟子が襲名した。

## 8代目
八代目 橘家 圓太郎（たちばなや えんたろう、1962年9月28日 - ）は、落語家。本名：鵜野 英一郎。落語協会所属。福岡県福岡市出身。出囃子は『圓太郎囃子』。

### 経歴
1982年1月、春風亭小朝に入門。前座名「あさり」。入門した月の29日に大師匠の林家彦六が亡くなっており、彦六にとって圓太郎は生前最初で最後の曾孫弟子となった。
1987年、橘家豊蔵、柳家九治と共に二ツ目昇進。1996年、第6回北とぴあ若手落語家競演会北とぴあ大賞受賞。
1997年3月 真打昇進、八代目橘家圓太郎を襲名。平成8年度国立演芸場花形演芸大賞受賞。また、文化庁芸術祭新人賞受賞。

### 芸歴
- 1982年1月 - 春風亭小朝に入門、前座名「あさり」。
- 1987年 - 二ツ目昇進。
- 1997年3月 - 真打昇進、「八代目橘家圓太郎」を襲名。

### 人物
福岡県立筑紫丘高等学校ラグビー部出身で、トライアスロン好きとしても有名。2007年2月18日に第1回東京マラソンを完走し、そのまま鈴本演芸場の高座へ直行した。
橘家圓十郎（当代は2005年襲名）と名前がよく似ているが、当代同士は別々の一門である。

### 受賞歴
- 1994年　にっかん飛切落語会 奨励賞
- 1995年　にっかん飛切落語会 奨励賞
- 1995年　北とぴあ新人演芸大賞
- 1997年　平成8年度国立演芸場花形演芸大賞 大賞
- 1997年　文化庁芸術祭新人賞
- 2003年　平成14年度花形演芸大賞 金賞

### 演目
- 一分茶番
- 井戸の茶碗
- うどん屋
- 厩火事
- おかめ団子
- 火焔太鼓
- かんしゃく
- 甲府い
- 黄金餅
- 算段の平兵衛
- 三年目
- 品川心中
- 締め込み
- 芝浜
- 粗忽の釘
- 大工調べ
- たがや
- 試し酒
- 富久
- 豊志賀の死
- 化け物使い
- 百年目
- 妾馬
- 百川
- 藪入り
- らくだ

### 出演

#### テレビドラマ
- 続・三匹が斬る!（1988年 - 1989年、テレビ朝日・東映） - 夢吉 役

#### 劇場アニメ
- あした元気になーれ! 半分のさつまいも（2005年） - 大沢亀蔵 役